# Lundby, Nynäshamns kommun
Lundby är en småort i Sorunda socken i Nynäshamns kommun i Stockholms län. Lundby ligger i den norra delen av kommunen, mellan Österby-Söderby kvarn och Rydsberg.